# Bursera gracilipes
Bursera gracilipes là một loài thực vật có hoa trong họ Burseraceae. Loài này được Urb. & Ekman mô tả khoa học đầu tiên năm 1929.